# Goldfield (Nevada)
Goldfield es un lugar designado por el censo situada en el Condado de Esmeralda, Nevada, Estados Unidos. Su origen data del año 1902, cuando llegaron multitud de personas para trabajar en las abundantes minas existentes en la zona.
En 1906 alcanzó su máximo pico de población, con aproximadamente 30.000 personas censadas; 4 años más tarde, en 1910, eran solo 4.838 los habitantes según el censo.
En la actualidad es un lugar designado por el censo semiabandonado; en el año 2000 eran 440 personas las que lo habitaban. El pueblo es famoso por estar incluido dentro de las rutas turísticas de ciudades fantasmas (Ghosttowns) y también gracias a la serie de televisión estadounidense Buscadores de fantasmas (en inglés Ghost Adventures), que investigó el Hotel Goldfield en dos ocasiones (2004 y 2010) en busca de fenómenos paranormales.

## Historia

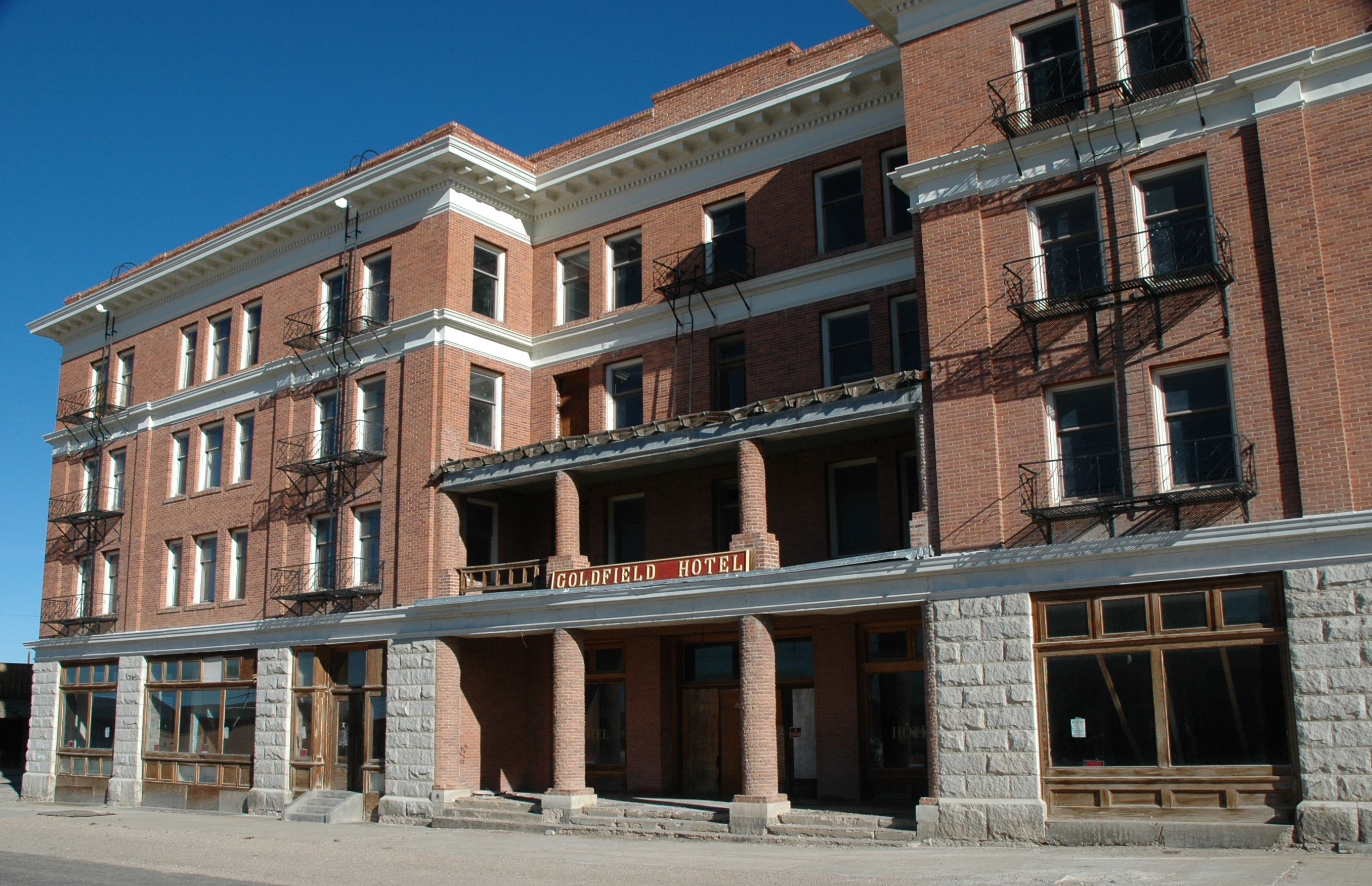
El Hotel Goldfield, uno de los edificios más antiguos de la localidad, hoy día abandonado.

El oro fue descubierto en Goldfield en el año 1902, el mismo año de su fundación. Dos años después, el distrito de Goldfield había producido cerca de 800 toneladas de mineral, con valor de 2.300.000 dólares, el 30% de la producción estatal de ese año. Esa notable producción hizo que Goldfield creciera rápidamente, y pronto se convirtió en la ciudad más grande en el estado con cerca de 20.000 personas.
El residente más rico de Goldfield fue George Graham Rice, un ex-falsificador de cheques y periodista, y que pronto se volvió promotor de las acciones mineras. El colapso de su compañía (la Sullivan Trust Company) y sus acciones mineras asociadas causó el fracaso del Banco del Estado Goldfield en 1907. Rice dejó rápidamente Goldfield, pero continuó promoviendo otras acciones mineras para otro cuarto de siglo.
Otro residente prominente de 1908 fue George Wingfield, uno de los empresarios de Nevada, que construyó el Hotel Goldfield. En colaboración con su socio George S. Nixon (que llegaría a ser un Senador de los Estados Unidos en 1904), Wingfield comenzó en Belmont, Nevada, en 1901 y luego vio el potencial de Goldfield después de la minería en Tonopah, a pocos kilómetros al norte. George S. Nixon y Wingfield hicieron una gran fortuna en Goldfield mediante la formación de la Compañía Goldfield Consolidated Mining. En 1906 fueron por valor de $ 30 millones.
Wingfield se mudó a Reno, poco después de darse cuenta de que su gran riqueza podría extenderse por el norte de Nevada y California del Norte. Entre 1903 y 1918, la minería en las dos ciudades crecieron de US $ 2,8 millones a $ 48,6 millones.
Wyatt Earp y Virgil llegó a Goldfield en 1904. Virgil fue contratado como sheriff adjunto de Goldfield en enero de 1905. Ese mismo año, contrajo neumonía y, después de seis meses de enfermedad, murió el 18 de octubre de 1905. Su compañero Wyatt Earp murió en la ciudad poco después.
Goldfield alcanzó un pico de población de cerca de 20.000 personas en 1906 y organizó una pelea de boxeo de campeonato de peso ligero entre Joe Gans y Oscar "Lucha" Nelson. Además de las minas, en Goldfield había grandes obras de reducción. La producción de oro en 1907 fue de 8,4 millones de dólares, y al año siguiente, la ciudad se convirtió en la capital del condado. Ya la producción era de 4.880.000 dólares.
En el censo de 1910, su población se había reducido a 4.838. Para 1912, la producción de mineral se redujo a $ 5 millones y la compañía minera más grande se fue de la ciudad en 1919. En 1923, un incendio causado por una explosión del proceso de elaboración del vino destruyó la mayor parte de los edificios inflamables de la ciudad. Algunos edificios de ladrillo y piedra de antes del incendio permanecen, incluyendo el hotel y la escuela secundaria.
Poco después de la minería a gran escala comenzó, los mineros se organizaron como una rama local de la Federación Occidental de Mineros, y en esta rama se incluyeron muchos trabajadores de Goldfield. Hubo varias huelgas en diciembre de 1906 y enero de 1907 pidiendo salarios más altos. En marzo y abril de 1907, debido a que los propietarios se negaron a cumplir con los carpinteros que eran miembros de la Federación Americana del Trabajo, pero no pertenecen a la Federación Occidental de Mineros o de los Trabajadores Industriales del Mundo afiliado a ella, esta última organización fue, como consecuencia de la huelga, forzado a salir de Goldfield.
A partir de agosto de 1907, una norma se introdujo en algunas de las minas que requieran los mineros para cambiarse de ropa antes de entrar y después de salir de las minas por regla general. Según los operadores, por el robo al por mayor (en la jerga de los mineros,"alto -grading") del mineral muy valioso (algunos de ellos por valor de hasta US $ 20 por libra). En noviembre y diciembre de 1907, algunos de los propietarios adoptó un sistema de pago en cheques de caja. A excepción de ocasionales ataques a los trabajadores no sindicalizados, o sobre las personas supone no estar en solidaridad con el sindicato de los mineros, no ha habido una grave perturbación en Goldfield, pero en diciembre de 1907, el gobernador Sparks, ante la insistencia de los propietarios de las minas, hizo un llamamiento al presidente Theodore Roosevelt a enviar tropas federales a Goldfield, en razón de que la situación era inquietante, que la destrucción de la vida y la propiedad parecía probable, y que el Estado no tenía ninguna milicia y sería incapaz de mantener el orden.
Acto seguido el presidente Roosevelt (4 de diciembre) ordenó al general Frederick Funston, comandante de la División de California, en San Francisco, para continuar con 300 tropas federales a Goldfield. Las tropas llegaron en Goldfield el 6 de diciembre, e inmediatamente después, los dueños de las minas redujeron los salarios y anunció que ningún miembro de la Federación Occidental de Mineros a partir de entonces serían empleados en las minas. Roosevelt, de convencerse de que las condiciones no habían sido justificadas,retiró inmediatamente de las tropas ya que podría conducir a un trastorno grave, y consintió que debían permanecer por un corto tiempo con la condición de que el Estado debería inmediatamente organizar una milicia adecuada o la policía la fuerza. En consecuencia, una sesión especial de la legislatura fue llamada inmediatamente, una fuerza de policía estatal se organizó, y el 7 de marzo de 1908 las tropas fueron retiradas. A partir de entonces el trabajo se reanudó gradualmente en las minas, el concurso ha sido ganado por los dueños de la mina.

## Residentes famosos
- Virgil Earp; hermano del famoso Wyatt Earp.
- Wyatt Earp; uno de los protagonistas del tiroteo en el O.K. Corral.
- Mark Twain; escritor y novelista norteamericano.